# Puebla de San Medel
Puebla de San Medel – gmina w Hiszpanii, w prowincji Salamanka, w Kastylii i León, o powierzchni 9,28 km². W 2011 roku gmina liczyła 47 mieszkańców.